# Quattro evangelisti (Guercino)

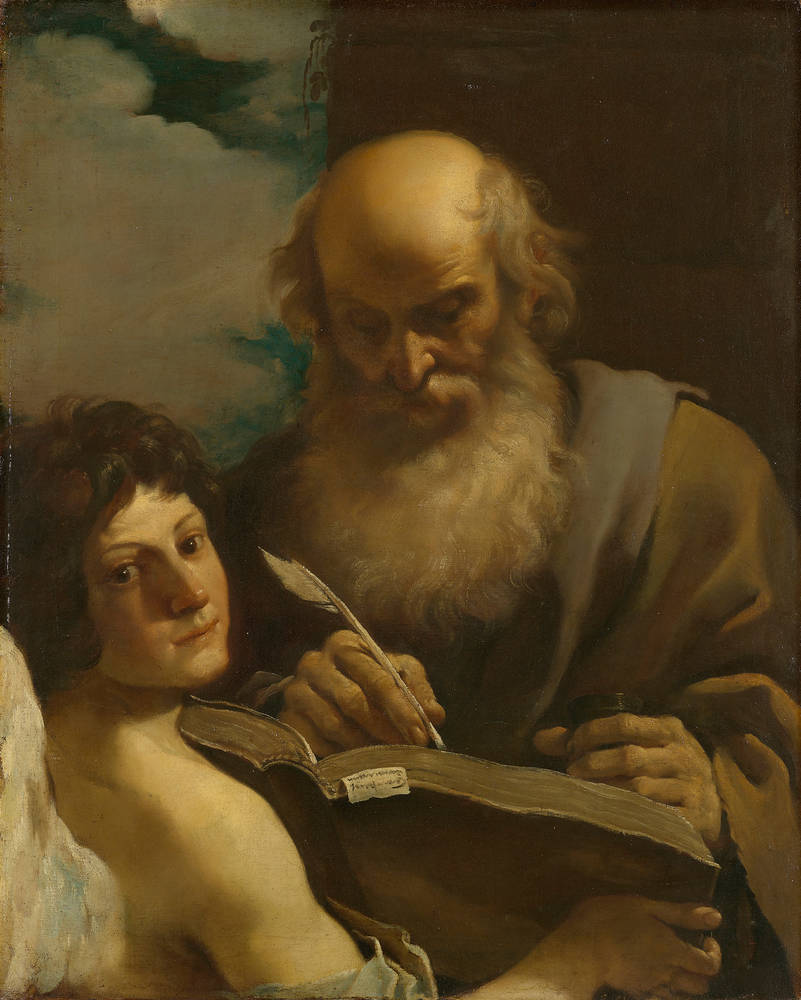
Guercino, San Matteo e l'angelo (1615), Gemäldegalerie Alte Meister

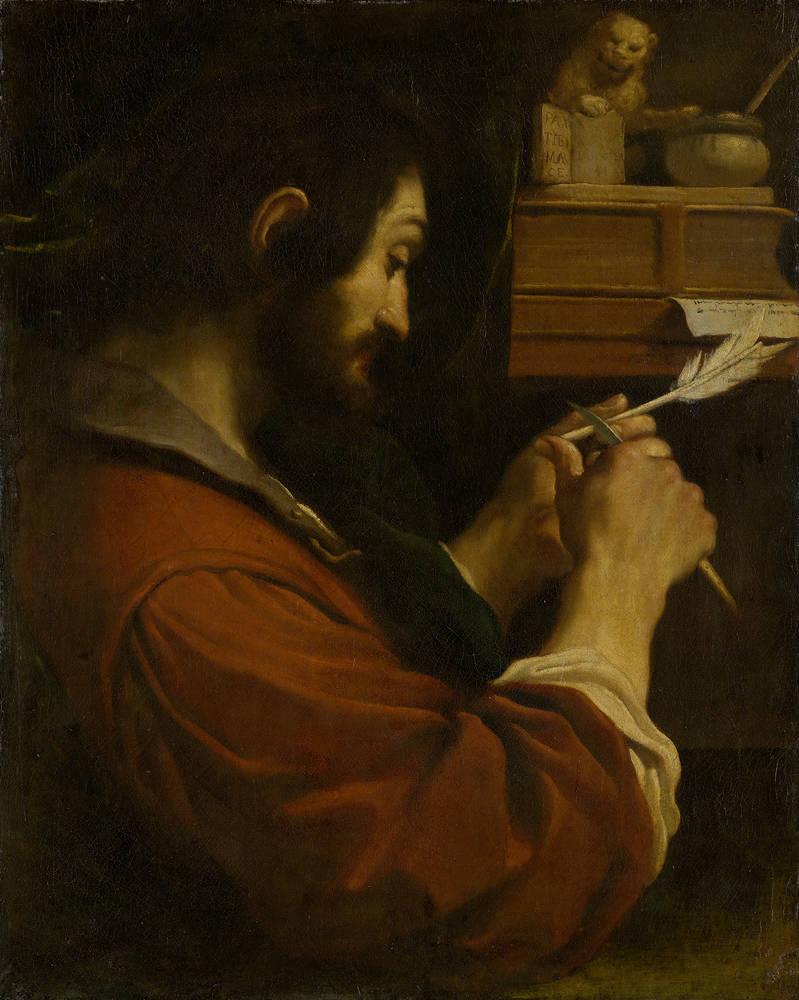
Guercino, San Marco (1615), Gemäldegalerie Alte Meister

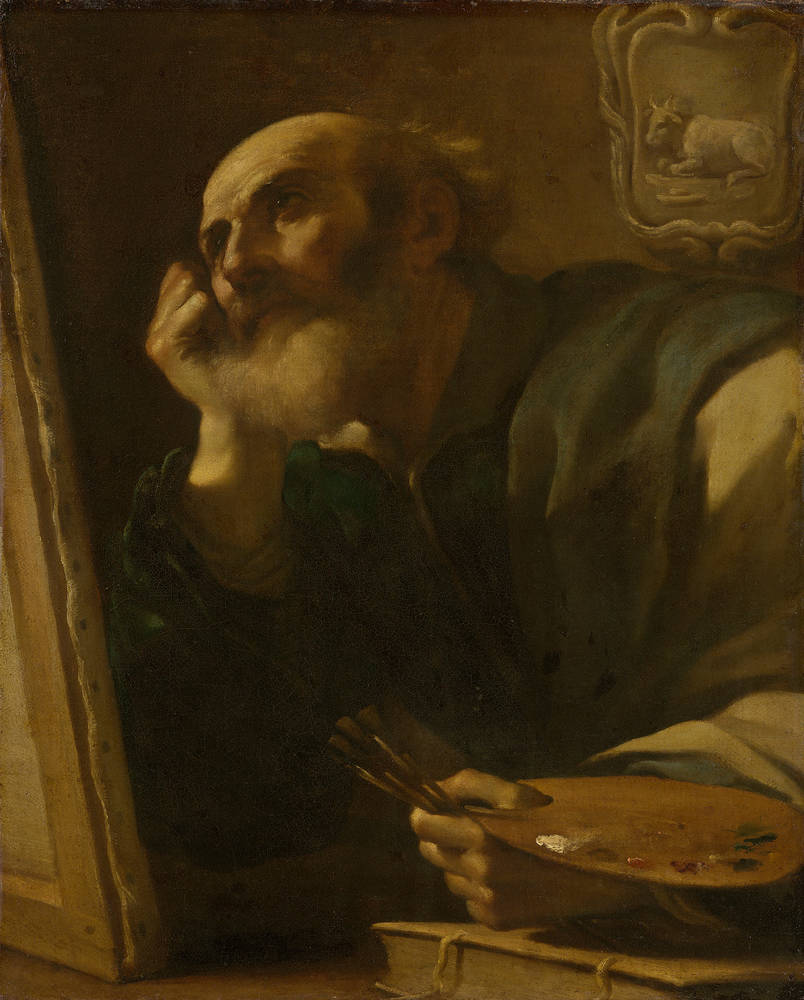
Guercino, San Luca (1615), Gemäldegalerie Alte Meister

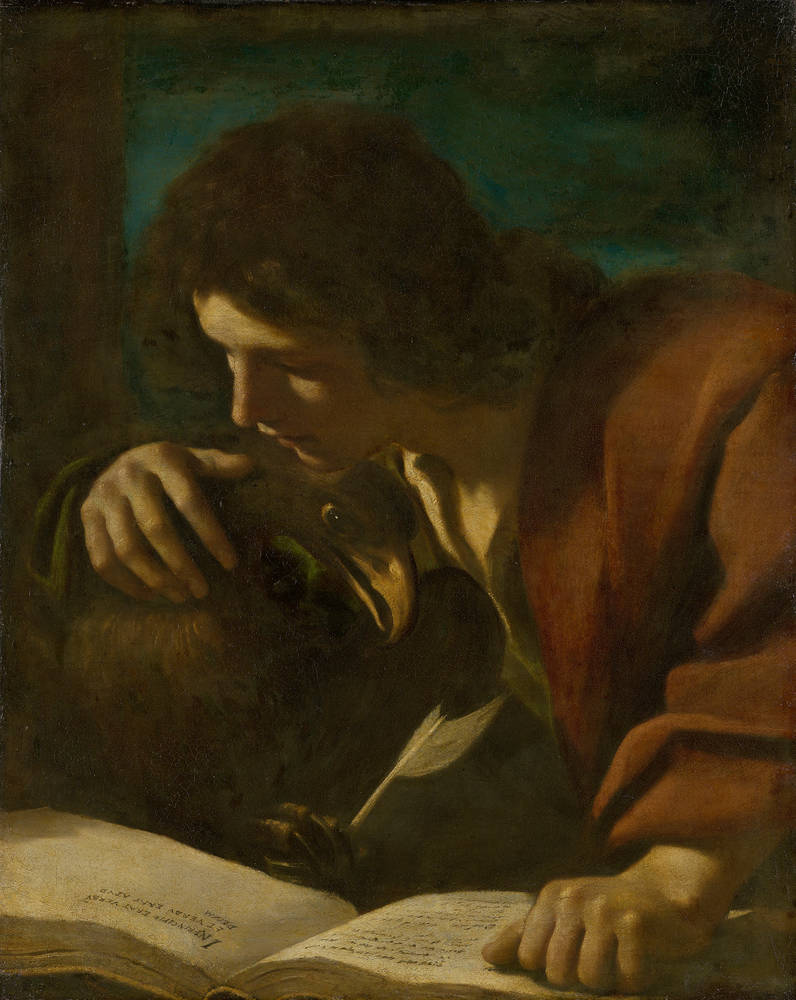
Guercino, San Giovanni (1615), Gemäldegalerie Alte Meister

I Quattro evangelisti sono una serie di dipinti a olio su tela realizzati da Giovanni Francesco Barbieri, detto il Guercino, databili al 1615. Le opere raffigurano san Matteo, san Marco, san Luca e san Giovanni, e sono conservate presso la Gemäldegalerie Alte Meister di Dresda. Le tele, tutte di formato verticale, presentano dimensioni leggermente variabili: San Matteo e l'angelo misura 89 × 71,5 cm, San Marco 87,5 × 70,5 cm, San Luca 87,5 × 71 cm e San Giovanni 87 × 69,5 cm.

## Storia
I Quattro evangelisti, insieme ad altre opere, furono eseguiti dal Guercino intorno al 1615 su richiesta di padre Antonio Mirandola, canonico della chiesa di San Salvatore a Bologna e in seguito presidente del monastero di Santo Spirito a Cento. Religioso colto e figura di rilievo nel primo ambiente bolognese del pittore, Mirandola fu uno dei suoi primi protettori, il quale mandò a Bologna San Matteo e l'angelo, insieme ad altri quadri, per far conoscere il valore del suo protetto. San Matteo e l'angelo fu esposto pubblicamente, suscitando l'interesse di Ludovico Ludovisi, nipote del cardinale arcivescovo di Bologna Alessandro Ludovisi, eletto papa con il nome di Gregorio XV il 9 febbraio 1621. Divenuto pontefice, Gregorio XV chiamò a sé Guercino, che si trasferì a Roma nel maggio dello stesso anno.
I quattro dipinti compaiono nell'inventario redatto alla morte del cardinale Alessandro d'Este, primo proprietario della serie. Membro della famiglia ducale di Modena, il cardinale risiedeva a Roma e custodiva le sue opere nella propria dimora; alla sua morte, queste furono trasferite a Modena, dove andarono a costituire parte della Galleria Estense.
I Quattro evangelisti rimasero a Modena fino al 1744, anno in cui sono registrati in un inventario delle opere della Galleria Estense. L'anno successivo, nel 1745, il duca di Modena Francesco III d'Este li vendette a Federico Augusto III insieme ad altri cento dipinti. Questo episodio, passato alla storia come la "vendita di Dresda", portò alla formazione di un nucleo collezionistico che costituisce ancora oggi il cuore della Gemäldegalerie di Dresda. 

## Descrizione
I quattro evangelisti sono rappresentati a mezzo busto, isolati su fondo scuro, ciascuno con l'attributo iconografico che lo identifica. Il formato omogeneo, l’impostazione compositiva ravvicinata e l’attenzione ai gesti e agli oggetti alludono al carattere meditativo e intellettuale dell'attività degli autori dei Vangeli.
San Matteo è accompagnato dall'angelo, che gli tiene il libro aperto e ne guida la mano nella scrittura. L'evangelista, con l'aspetto di un uomo anziano, si concentra sul testo che sta redigendo, mentre la figura giovanile dell'angelo guarda verso l'osservatore. L'apertura del cielo sullo sfondo introduce un elemento atmosferico assente negli altri tre dipinti.
San Marco è rappresentato mentre tempera con un coltello la punta della penna d'oca, in vista della scrittura. Il leone, suo attributo, è visibile in alto sullo sfondo, accanto a un volume recante l’iscrizione PAX TIBI MARCE. La posa è dinamica e il profilo marcato, con la luce che insiste sul braccio e sul volto barbuto.
San Luca, riconoscibile dal bue raffigurato in rilievo su una lastra marmorea sullo sfondo, è colto nell’atto di osservare un punto esterno alla scena, appoggiando il volto sulla mano in un gesto pensoso. Tiene in mano una tavolozza e alcuni pennelli, allusione alla tradizione che lo vuole pittore della Vergine. Di fronte a lui si intravede una tela da dipingere.
San Giovanni è raffigurato in un atteggiamento raccolto, mentre piega la testa accostandola con dolcezza all'aquila, simbolo che lo accompagna. Il libro aperto in primo piano, insieme alla penna d’oca, allude alla stesura del testo evangelico. Il volto giovane e i tratti delicati sono illuminati da una luce calda che emerge dallo sfondo scuro.

## Stile
I Quattro evangelisti sono generalmente datati intorno al 1615 e appartengono alla fase giovanile di Guercino, antecedente al trasferimento a Roma. La serie è considerata un esempio precoce dell’interesse del pittore per il naturalismo e per la resa espressiva delle figure, rese con grande immediatezza e individualizzazione.
L’impostazione dei dipinti, a mezzo busto e su fondo scuro, richiama modelli caravaggeschi, ma è rielaborata con una sensibilità diversa, orientata a una più marcata caratterizzazione psicologica. Ogni figura è colta in un momento di concentrazione, solitudine o riflessione, accentuato dalla luce calda e selettiva che ne evidenzia i tratti fisionomici.
La varietà delle pose, l’attenzione agli oggetti (penna, libro, tavolozza), la definizione degli attributi iconografici e la gamma cromatica sobria ma ricca di passaggi tonali confermano l’autonomia di Guercino rispetto ai modelli emiliani coevi. L’espressività dei gesti e dei volti, così come l’inserimento di dettagli allusivi (come la tavolozza di san Luca o la postura affettuosa di san Giovanni verso l’aquila), contribuiscono a una narrazione silenziosa ma intensa.
La serie mostra già, pur nella semplicità dell’impianto, alcuni degli elementi che caratterizzeranno l’evoluzione dello stile del pittore: l'uso drammatico della luce, l’interesse per la resa psicologica e la costruzione sintetica della forma. 